# Meerbeek

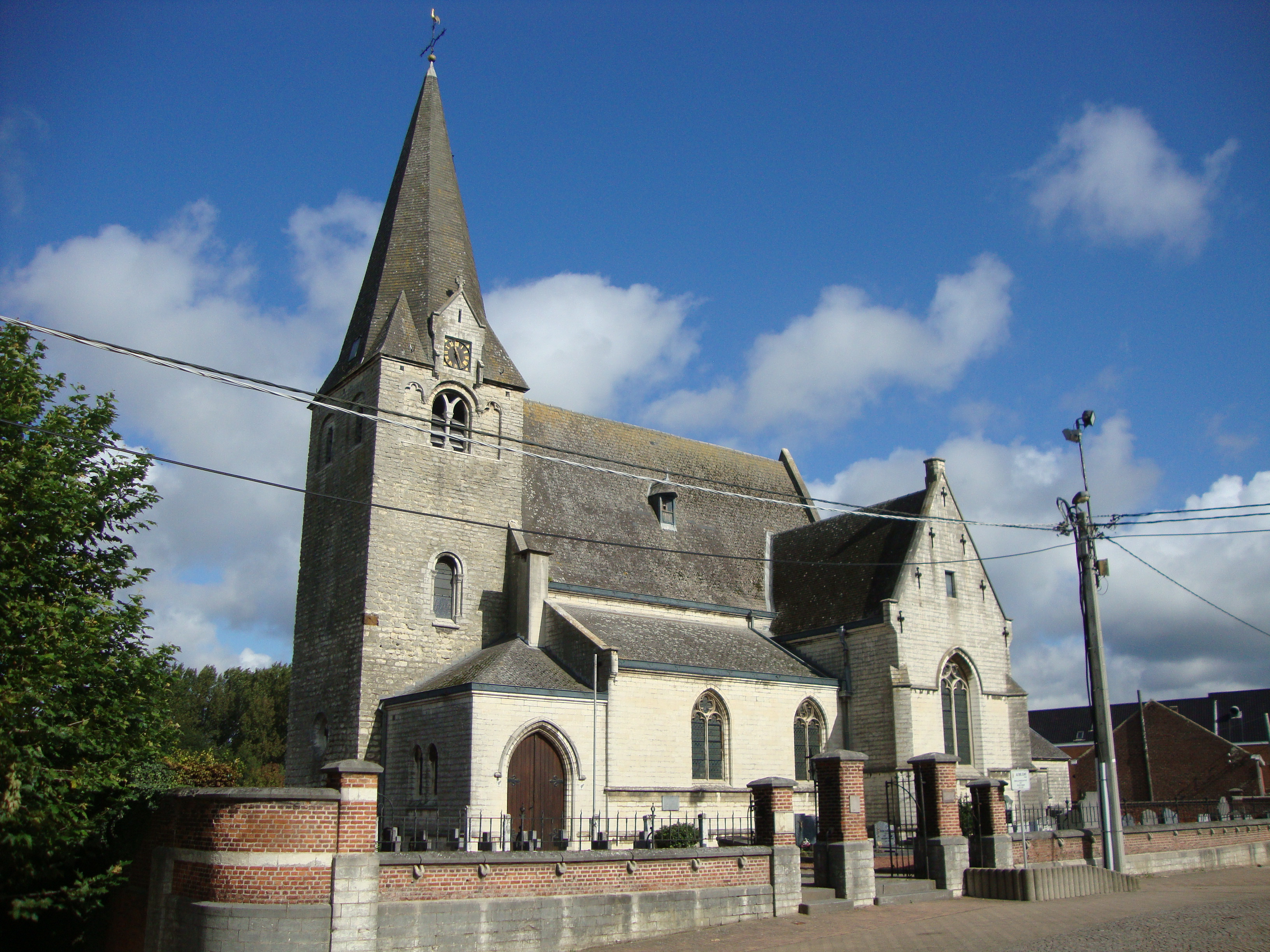
Sint-Antoniuskerk

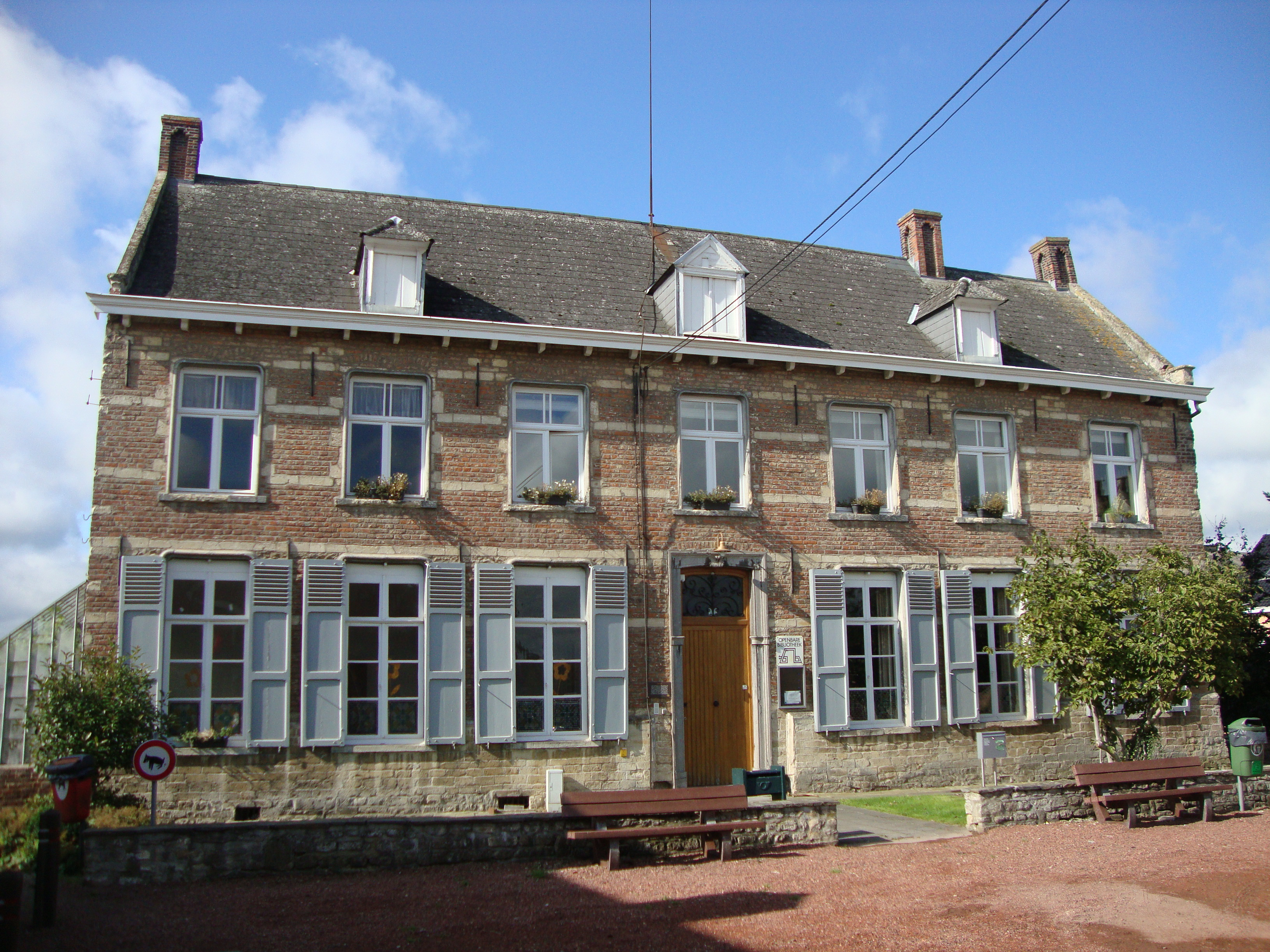
Pastorie

Meerbeek is een dorp in de Belgische provincie Vlaams-Brabant en een deelgemeente van Kortenberg. Meerbeek was een zelfstandige gemeente tot aan de gemeentelijke herindeling van 1977.

## Toponymie
Verschillende taalkundigen bogen zich reeds over de herkomst van de naam. Zij stelden dat de naam kon opgesplitst worden in twee delen, met name in 'Meer' en 'beek'.
De herkomst van het naamsdeel 'Meer' wordt door de ene verklaard als vijver, waterplas (daarbij onder andere verwijzend naar het broek 'de Rotte Gaten'), door anderen als grens. Het woorddeel 'beek' zou vermoedelijk verwijzen naar de huidige Molenbeek. Andere opties zijn dat het woorddeel zou verwijzen naar de Zoo of de Vloetgrubbe.
Samenvattend kan gesteld worden dat het dorp vernoemd werd naar een beek die in een moerassig gebied lag en die een grensfunctie had.

## Geschiedenis
Bij de aanleg van een waterreservoir op de Tomme werden door archeoloog Walter Sevenants sporen aangetroffen van een Romeinse nederzetting. De eerste vermelding van het dorp (als Merbecka) dateert uit een document uit 1117, toen de bisschop van Kamerijk de altaren van Meerbeek en Beisem aan de priorij van Bornem schonk. Op de Tomme komen drie wegen samen, namelijk de Billekensbergweg, Oude baan (heerbaan) en de Aarschotse baan. Op luchtfoto's lijkt het er vijf zijn te zijn en er stond ooit een boom die de 'Vijfwegenboom' genoemd werd. Deze is verdwenen na door de bliksem getroffen te zijn.

## Geografie
Het dorp heeft een oppervlakte van 515 hectare. Meerbeek grenst aan de deelgemeenten Everberg, Erps-Kwerps, Veltem-Beisem en Bertem.

## Bezienswaardigheden
- De Sint-Antoniuskerk

## Natuur en landschap
Meerbeek ligt op een hoogte van 35-93 meter. Van belang is de witlofteelt. In het noorden loopt de Wasbeek/Molenbeek met het Plantsoenbos. In het oosten vindt men het Bertembos.

## Demografische ontwikkeling
- Bronnen:NIS, Opm:1831 tot en met 1970=volkstellingen; 1976 = inwoneraantal op 31 december

## Politiek

### Voormalige burgemeesters
| Tijdspanne  | Burgemeester            |
| ----------- | ----------------------- |
| 1800 - 1802 | P. Vander Elst          |
| 1802 - 1808 | Philippe Stroobants     |
| 1808 - 1825 | Henry Van Roey          |
| 1832 - 1848 | Antoon Van Meerbeeck    |
| 1848 - 1854 | Guillielmus De Wit      |
| 1855 - 1872 | Jan-Frans Van Meerbeeck |
| 1872 - 1882 | Alexius Vanderhulst     |
| 1882 - 1886 | Engelbert Vrebos        |
| 1886 - 1887 | Petrus-Josephus Vrebos  |
| 1888 - 1907 | Jan-Frans De Coster     |
| 1907 - 1932 | Louis Storms            |
| 1932 - 1946 | Karel Van Kelf          |
| 1940 - 1945 | Jozef Craessaerts       |
| 1947 - 1976 | Louis Van Kelf          |

## Bezienswaardigheden
- De Sint-Antoniuskerk heeft een romaanse toren die teruggaat tot de tweede helft van de 13de eeuw en was vroeger mogelijk een hofkapel van het kasteel van Meerbeek.
- De huidige pastorie dateert uit 1741 en werd gebouwd in opdracht van de abdij van Affligem. Tegenwoordig wordt de pastorie gebruikt als secretariaat van de parochies van Kortenberg.
- Het voormalig gemeentehuis werd opgetrokken in classicistisch eclecticisme omstreeks 1863 naar een ontwerp van architect Alexander Van Arenbergh.
- Het pachthof van de Zeven Slapers werd omstreeks 1437 gesticht door Jan Keynoghe en in 1460 bij testament geschonken aan de Fundatie der Zeven Slapers. Het pachthof speelde lange tijd een belangrijke rol in de lokale schapenteelt, zo verbleven er in 1702 honderd schapen.[2]

## Cultuur

### Bijnaam
De inwoners van Meerbeek worden sinds jaar en dag papboeren genoemd. Deze naam zou zijn verkregen van de inwoners van buurgemeente Everberg, die de spotnaam 'papboeren' zouden hebben geroepen tijdens gevechten aan de grens van beide gemeenten. De Meerbekenaren hadden namelijk de gewoonte om ter ere van hun patroonheilige Sint-Antonius jaarlijks een papkermis te organiseren, waarbij rijstpap een vast onderdeel was.
In 1872 stichtte pastoor Broux de fanfare het Genootschap van de H. Familie, daarna de Jonge Fanfare of ook de Engelen genoemd. In Meerbeek noemde men de fanfare kortweg de Sussen. Twee jaar later splitste de fanfare en vormden de tegenstanders van de pastoor een nieuwe fanfare De Ware Vrienden, gesteund door burgemeester Alexius Vanderhulst. Deze fanfare met liberale inslag, kreeg al snel de naam de Duvelen. Dat de rivaliteit tussen de Duvelen en de Sussen groot was, blijkt uit het feit dat de zogenaamde gemengde huwelijken zeker niet vanzelfsprekend waren. Ook in de dorpspolitiek lieten de twee rivaliserende partijen zich gelden. Zo prijkten de aanhangers van de Duvelen en de Sussen op afgescheiden lijsten. Deze gescheiden lijsten voor de gemeenteraadsverkiezingen hielden stand tot in 1976. In dat jaar fusioneerde Meerbeek met Kortenberg en kwam er een einde aan de politieke uitlopers.
Stilaan werd de spotnaam een naam om fier op te zijn: In 1913, bij de gouden bruiloft van het echtpaar Volkaerts-Moeys, was er een feestelijke stoet met een wagen met papboeren. In 1978 reed de wagen genaamd De Papboeren van Meerbeek mee in de stoet van de Schoonaardefeesten in Erps-Kwerps. Er waren toen al ideeën voor een heuse Meerbeekse reus, die het daaropvolgende jaar op initiatief van het Comité 1000 jaar Meerbeek reeds gerealiseerd werd. Den Duvelsus van Meerbeek herinnerde aan de twee rivaliserende fanfares. De reus had een bord en een paplepel in de hand, het was een echte papboer. De reus kreeg twee vleugels zoals de Sussen en een duivelsstaart voor de Duvelen. 'Den Duvelsus van Meerbeek' was in Brussel te zien in 1980 ter gelegenheid van de feesten van 150 jaar België.
In 2017 vierde Meerbeek zijn 900-jarig bestaan. Ter gelegenheid hiervan worden keramieken papboeren gemaakt door Hedwig Jenaer. De keramieken papboer verwijst naar de blijvende verbondenheid van de Meerbekenaren. Hij symboliseert de levendige verschillen in de muziek en politiek van vroeger en nu. Als hij geniet van zijn rijstpap sluiten zijn duivelsstaart en engelenvleugels vrede met elkaar. De rijstpap verwijst uiteraard naar samen genieten en feesten.

## Recreatie
Aan de oostzijde van het dorp in het Grevenbos 2 aan de Onze Lieve-Heerstraat ligt het naturistische recreatiepark Helios Athena.

## Onderwijs
Er is een school, De Boemerang. De lagere school staat in het dorpscentrum naast de kerk. De kleuterschool was bij het oud gemeentehuis gelegen. Sinds enkele jaren heeft de school een aanbouw gezet waar de kleuterklassen zijn.

## Bekende Meerbekenaars
- Peter Verlinden (1958), TV-journalist bij VRT Nieuws
- Erika Vlieghe (1972), arts
- Amber Broos (2002), diskjockey en muziekproducer
- Apollonia Sterckx (2006), actrice

## Nabijgelegen kernen
Everberg, Bertem, Veltem, Erps, Kwerps